# Veal Veaeng
Veal Veaeng o Veal Veang es uno de los seis distritos que forman la provincia camboyana de Pursat, con una población estimada en marzo de 2008 de 13 952 habitantes. Está dividido en las siguientes  comunas (khum), que se muestran asimismo con población estimada de 2008:
- Anlong Reab 3,162
- Krapeu Pir 1,448
- Ou Saom 1,059
- Pramaoy 5,816
- Thma Da 1,567[1]